# بدر العطاس
بدر العطاس (مواليد 8 مارس 1997، لاعب كرة قدم إماراتي يجيد اللعب في الوسط في نادي بينونة.

## مسيرة اللاعب
مثل نادي الجزيرة في الفئات السنية وتدرج معهم حتى وصل للفريق الأول عام 2017 و انتقل إلى نادي الظفرة عام 2018 و وقع مع نادي بينونة في عام 2022.

## روابط خارجية
- بدر العطاس على موقع قاعدة بيانات كرة القدم.إي يو (الإنجليزية)
- بدر العطاس على موقع Soccerway.com (الإنجليزية)